# 阪上由紀代
阪上 由紀代（さかがみ ゆきよ、1978年4月20日 - ）は、兵庫県出身の女子サッカー選手。ポジションはミッドフィールダー。

## 経歴
宝塚バニーズの下部組織でプレーしていた。後トップチームへと昇格し、高校時代より試合に出場した。当初はフォワードでの出場が中心であったが、キャリアを重ねるに従い、サイドハーフ･サイドバック･センターバック･センターハーフなど、ゴールキーパー以外の殆どのポジションにて起用された。
2002年より何度か日本代表候補合宿に招集されたが、正式に代表に選出される機会には恵まれなかった。国民体育大会兵庫県選抜チームには、2002年･2003年と田崎ペルーレの選手たちに混じって選ばれ、静岡国体では優勝を経験した。

## 成績

### タイトル
- 国民体育大会優勝 (2003年)

## 選出歴等
- 日本代表候補
- 国民体育大会 - 兵庫県選抜 (2002, 2003)、京都府選抜 (2009年)